# Голд, Ариэль
Ариэль Голд (англ. Arielle Gold; 4 мая 1996 года, Стимбот-Спрингс, США) — американская сноубордистка, выступающая в хафпайпе и слоупстайле. Бронзовый призёр зимних Олимпийских игр 2018 года в хафпайпе.
- Чемпион мира в хафпайпе (2013);
- Многократный призёр этапов Кубка мира;
- Двукратный серебряный призёр Зимних юношеских Олимпийских игр 2012 (хафпайп и слоупстайл);
- Чемпион мира среди юниоров в хафпайпе (2012).

## Биография
Её старший брат — Тэйлор Голд, также сноубордист, участник зимних Олимпийских игр 2014 в хафпайпе.
На зимних Олимпийских играх 2014 во второй квалификационной группе Ариэль Голд не смогла принять участие в соревнованиях из-за травмы плеча, полученной на тренировке.

## Спортивные достижения

### Юниорские достижения
| Год  | Место проведения  | Возраст | Хафпайп | Слоупстайл |
| ---- | ----------------- | ------- | ------- | ---------- |
| 2011 | ЮЧМ Вальмаленко   | U19     | 8       | -          |
| 2012 | ЮОИ Инсбрук       | U18     | 2       | 2          |
| 2012 | ЮЧМ Сьерра-Невада | U19     | 1       | -          |

### Результаты выступлений в Кубке мира
| 2014/15 Итоги (AFU) | 2014/15 Итоги (AFU) | Купер | ЧМ Крайшберг | Стоунхем | Парк-Сити |
| Очков               | Место               | Х-П   | Х-П          | Х-П      | Х-П       |
| 1600                | 2                   | 2     | -            | canc     | 2         |

| 2013/14 Итоги (AFU) | 2013/14 Итоги (AFU) | Кардона | Рука | Купер | Стоунхем | ОИ Сочи |
| Очков               | Место               | Х-П     | Х-П  | Х-П   | Х-П      | Х-П     |
| 1090                | 14                  | 9       | -    | 2     | -        | DNS     |

| 2012/13 Итоги (AFU) | 2012/13 Итоги (AFU) | Кардона | Рука | Купер | ЧМ Стоунхем | Парк-Сити | Сочи | Сьерра-Невада |
| Очков               | Место               | Х-П     | Х-П  | Х-П   | Х-П         | Х-П       | Х-П  | Х-П           |
| 1720                | 6                   | 14      | canc | 4     | 1           | 2         | 11   | -             |

| 2011/12 Итоги (AFU) | 2011/12 Итоги (AFU) | Кардона | Заас-Фе | Рука | Стоунхем | Бардонеккия |
| Очков               | Место               | Х-П     | Х-П     | Х-П  | Х-П      | Х-П         |
| 580                 | 17                  | 8       | 10      | -    | -        | CANC        |